# Vladimír Syrovátka
Vladimír Syrovátka (Zdolbuniv, Rivne, 19 de junho de 1908 – Praga, 14 de setembro de 1973) foi um velocista checo na modalidade de canoagem.
Foi vencedor da medalha de Ouro em C-2 1000 m em Berlim 1936 junto com o seu companheiro de equipe Jan Brzák-Felix.